# Melody (Skoryk)
"Melody" (tiếng Ukraina: Мелодія, đã Latinh hoá: Melodiya, tạm dịch là Giai điệu), còn được gọi là Melody cung La thứ, là một sáng tác âm nhạc của nhà soạn nhạc người Ukraina Myroslav Skoryk. Ông sáng tác nhạc phẩm này cho bộ phim chiến tranh của Liên Xô năm 1982 Vysokyy pereval. Nhạc phẩm có cấu trúc đơn giản bao gồm một chủ đề mở đầu, phần phát triển ngắn và phần trình bày lại được chỉnh sửa của chủ đề gốc. Ban đầu nhạc phẩm được dùng cho sáo flute và piano nhưng sau đó đã được biên soạn cho nhiều loại nhạc cụ khác. "Melody" là tác phẩm nổi tiếng nhất của Skoryk và thường xuyên được biểu diễn trong các buổi hòa nhạc, bao gồm cả các hoạt động phản chiến trước cuộc xâm lược Ukraina năm 2022 của Nga.

## Bối cảnh

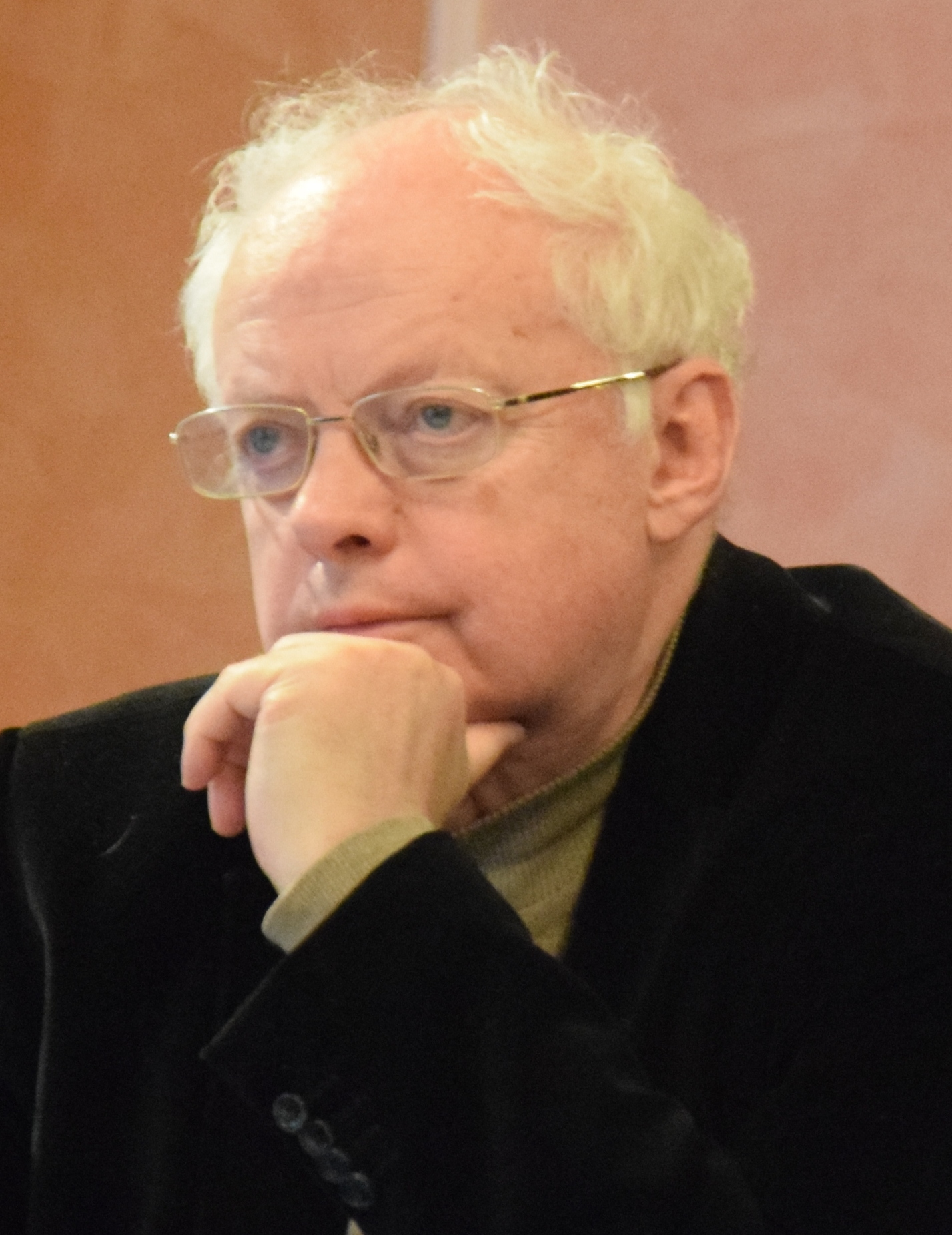
Skoryk vào năm 2015

Skoryk đã sáng tác "Melody" cho bộ phim chiến tranh của Liên Xô năm 1982 Vysokyy pereval . Lấy bối cảnh ở Galicia trong hậu quả của Thế chiến thứ hai, bộ phim phải hứng chịu sự kiểm duyệt của Liên Xô và do đó miêu tả tiêu cực chủ nghĩa dân tộc Ukraina. Skoryk khi đó là người đã sáng tác bài nhạc theo yêu cầu của đạo diễn bộ phim là Volodymyr Denysenko. Skoryk nói rằng mặc dù các nhà soạn nhạc khác đã từ chối đề nghị sáng tác nhạc phim, nhưng ông vẫn muốn sáng tạo ra âm nhạc để truyền tải chủ đề bi kịch và cảm xúc của bộ phim.  Ban đầu tác phẩm được biên soạn cho sáo flute và piano nhưng sau đó Skoryk đã biên soạn bản nhạc cho các nhạc cụ khác, bao gồm cả violin với piano hoặc dàn nhạc giao hưởng.

## Hình thức
"Melody" được sáng tác ở hình thức ba đoạn ngắn, với chủ đề mở đầu, phần phát triển ngắn và phần tóm tắt lại có khác biệt của chủ đề gốc. Nhạc phẩm bắt đầu chủ yếu trong nhịp thông thường với các ô nhịp đơn lẻ trong nhịp 3
4, mà Skoryk mô tả là tạo ra một "đoạn nhạc trình bày thống nhất". Trong tám ô nhịp đầu tiên, giọng chủ của bài được điều chỉnh từ La thứ đến Đô trưởng và sau đó là Mi trưởng, một âm điệu thường xuyên xuất hiện trong âm nhạc dân gian Ukraina. Theo Skoryk, ông đã chọn trình tự này sau khi nghiên cứu nhiều bài hát dân ca Ukraine. Chủ đề mở đầu sau đó được lặp lại, lần này với một giai điệu đối lập phức tạp hơn cho phần đệm.
Phần phát triển thuộc tám ô nhịp là một loạt các thay đổi chóng vánh của điệu tính: từ giọng Đô thăng thứ đến Sol thăng thứ, Si thứ và Fa thứ. Phần đệm trong đoạn này cũng tăng cường độ tương tự, lên đến đỉnh điểm là phần nhắc lại của chủ đề gốc. Phần nhắc lại bao gồm các bè bổ sung và nhấn mạnh vào bốn nốt đầu tiên của giai điệu.

## Phát hành
Được coi là sáng tác nổi tiếng nhất của Skoryk, "Melody" thường xuyên được biểu diễn trong các buổi hòa nhạc và trên đài phát thanh và truyền hình Ukraina. Nhạc phẩm này thường được mô tả như một bài thánh ca tinh thần của Ukraina, và đã được sử dụng để tưởng niệm sự kiện Holodomor và cuộc Cách mạng Nhân phẩm.
Để đáp trả lại cuộc xâm lược Ukraina năm 2022 của Nga, "Melody" đã được biểu diễn rộng rãi trên toàn thế giới trong các buổi hòa nhạc thiện nguyện và các bản phổ nhạc khác.  Trong bài phát biểu lãnh đạo của Tổng thống Ukraina Volodymyr Oleksandrovych Zelensky trước Quốc hội Hoa Kỳ vào tháng 3 năm 2022, bài hát đi kèm theo một đoạn video về sự tàn phá bởi chiến tranh ở Ukraina. Tác phẩm là một phần trong chương trình hòa nhạc của Dàn nhạc giao hưởng Kyiv trong chuyến lưu diễn của dàn nhạc này ở châu Âu, được lựa chọn vì sự nhận biết dễ dàng và tính biểu cảm.